# Wuhły (rejon oktiabrski)
Wuhły (biał. Вуглы; ros. Углы, Ugły; pol. hist. Uhły) – wieś na Białorusi, w obwodzie homelskim, w rejonie oktiabrskim, w sielsowiecie Pratasy, nad Nieratouką i przy drodze republikańskiej R82.

## Historia
W XIX i w początkach XX w. położone były w Rosji, w guberni mińskiej, w powiecie bobrujskim, w gminie Czernin. Po I wojnie światowej pod administracją polską, w Zarządzie Cywilnym Ziem Wschodnich, w okręgu mińskim, w powiecie bobrujskim. W wyniku postanowień traktatu ryskiego znalazły się w granicach Związku Sowieckiego. Od 1991 w niepodległej Białorusi.